# Svartegöl (Virserums socken, Småland)
Svartegöl är en sjö i Hultsfreds kommun i Småland och ingår i Emåns huvudavrinningsområde.